# Wąsikowate
Wąsikowate, dawn. nadobki (Adelidae) – rodzina małych motyli z nadrodziny Incurvarioidea (syn. Adeloidea) zaliczana do grupy Microlepidoptera, Monotrysia i kladu Eulepidoptera, obejmuje około 350 opisanych żyjących gatunków oraz kilka gatunków wymarłych; jednymi z charakterystycznych cech tej rodziny są bardzo długie czułki u dorosłych samców oraz haczyki na posuwkach u gąsienic, układające się w koncentryczne rzędy. Występują na wszystkich kontynentach z wyjątkiem Antarktydy, nie odnotowano ich także w Nowej Zelandii.

## Pochodzenie

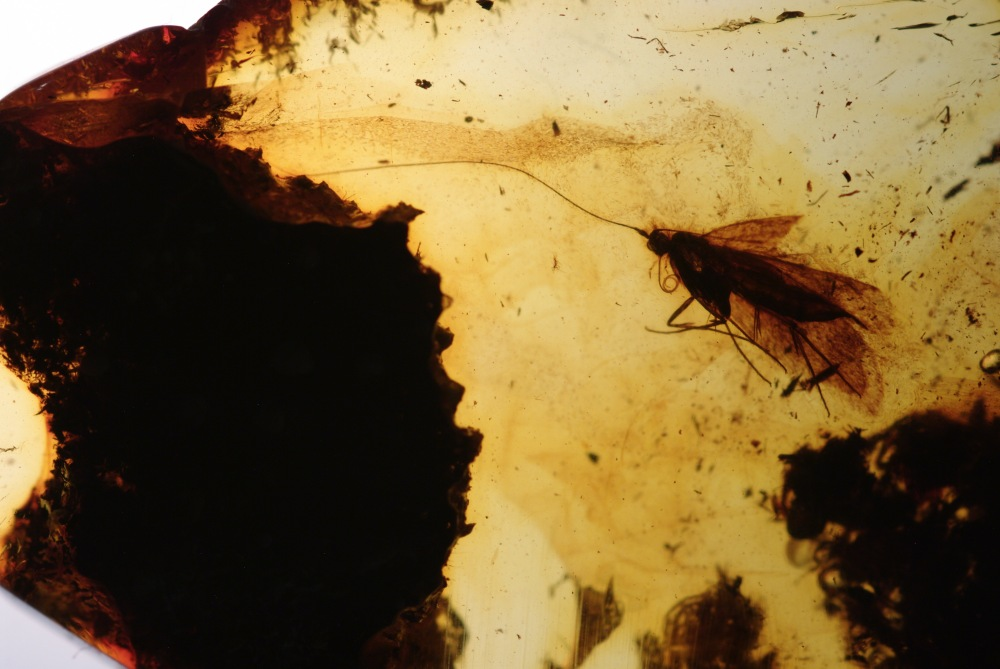
Samica Adela kuznetzovi, inkluzja w bursztynie bałtyckim z lutetu

Wąsikowate występują co najmniej od neogenu, od 38–33,9 mln lat (według innych badań wąsikowate mogą występować od około 80 mln lat). Cztery wymarłe gatunki tej rodziny znaleziono w priabońskim bursztynie bałtyckim na obszarze ZSRR (dzisiejszy Obwód królewiecki), opisał je Hans Rebel w latach 30. XX wieku. Dalsze dwa wymarłe gatunki na podstawie okazów z priabońskiego bursztynu bałtyckiego z Litwy opisał Mikhail V. Kozlov w 1987 roku, w tym najstarszy znany ze skamieliny gatunek tej rodziny tj. Adela kuznetzovi.

## Morfologia

### Stadia preimaginalne
Jaja słabo poznane, składane pojedynczo na roślinach. Gąsienice długości od 7 do 12 mm (według innego źródła 8–10 mm), o ciele lekko spłaszczonym grzbietowo-brzusznie oraz zwężonym w części tylnej. Silnie uwypuklone segmenty poprzez mocne wcięcie ciała na ich granicach. Głowa również spłaszczona grzbietowo-brzusznie, na tylnym brzegu głęboko wcięta, o szerokości równej jej długości, wciągana do przedtułowia. Warga górna jest symetryczna, z sześcioma szczecinkami. Zredukowane niemal całkowicie odnóża odwłokowe, haczyki na posuwkach układają się w poprzeczne pasy (koncentryczne rzędy), na pierwszych trzech parach rzędy haczyków podwójne, na ostatniej parze – pojedyncze. 
Gąsienice barwy białej lub zielonej, tarczki i głowa ciemniejsze. 

### Imago
Osobniki dorosłe długości od 4 do 28 mm (według innego źródła: od 9 do 20 mm). 

#### Głowa
Głowa duża. Gęste owłosienie na wierzchołku głowy w postaci cienkich włosowatych odstających łusek, na jej przodzie delikatne łuski przylegające. Przeważnie długa ssawka (od 1,5 do 2,5 długości głaszczka wargowego) z wieloporowymi stożkami czuciowymi, u niektórych afrykańskich przedstawicieli Ceromitia ssawka zredukowana, o długości zbliżonej do długości głaszczka wargowego; głaszczki wargowe zróżnicowanej długości, trzysegmentowe, zazwyczaj zakrzywione w górę, zazwyczaj z owłosieniem długim lub średniej długości na drugim i trzecim segmencie. U wielu gatunków rzadkie grube włoski na drugim segmencie. Głaszczki szczękowe nie występują bądź są bardzo krótkie, zredukowane, mające od 2 do 4 segmentów, jednak u rodzaju Nemophora są długie. Czułki u wszystkich gatunków rozmieszczone blisko siebie u podstawy, nitkowate, często zgrubiałe u podstawy, u samców długie, dłuższe niż skrzydła, często dwóch długości skrzydeł lub trzy, a nawet cztery razy dłuższe niż skrzydła przednie; u samic zazwyczaj czułki również dłuższe niż skrzydła, niekiedy zgrubiałe; grzebień (ang. pecten) zazwyczaj obecny (brak go u rodzaju Cauchas), segment bazalny czułków bez grzebienia. U rodzaju Cauchas czułki krótsze, mierzące od 0,5 do 1,2 długości skrzydeł przednich u obu płci. Biczyki czułek także nitkowate, zazwyczaj pokryte łuskami do wierzchołka. Obecny pilifer. Żuwaczki szczątkowe.
Zróżnicowane rozmiary oczu; u rodzaju Adela oczy małe i szeroko rozstawione, natomiast u rodzaju Nemophora bardzo duże i niemal złączone na ciemieniu. Występuje dymorfizm płciowy – u większości przedstawicieli rodzaju Adela i Nemophora oczy większe u samców.

#### Tułów
Tułów pokrywają łuski o metalicznym połysku, najczęściej w barwie skrzydeł przednich, mogą być również czarne lub ciemnobrązowe.

##### Skrzydła
Wąsikowate to jedne z najefektowniej wybarwionych motyli grupy Microlepidoptera – skrzydła przednie długie (od 3,5 do 12 mm, rozpiętość od 7 do 21 mm), ze skośnie ściętym wierzchołkiem, połyskujące, metaliczne, barwy brązowozielonej, miedzianozielonej, jasnozłotej, zielonkawej, miedzianej, gliniastożółtej, brązowej, szarej, purpurowej, czerwonej, żółtej. U wielu gatunków na przednich skrzydłach wyraźne poprzeczne jaskrawe, jasne lub ciemne przepaski w połowie skrzydła lub w odległości dwóch trzecich od nasady skrzydła; przepasce mogą towarzyszyć dodatkowe paski, a także podłużne pasy w tym samym kolorze biegnące wzdłuż żyłek. Niektóre gatunki mają skrzydła niemal jednobarwne, bez desenia. Urozmaicony deseń u rodzaju Adela, a marmurkowy, zazwyczaj w postaci siateczki u rodzaju Nemophora.
W przednich skrzydłach zazwyczaj wszystkie żyłki wolne, niekiedy trzecie i czwarte żyłki radialne rozgałęzione.
Skrzydła tylne tej samej szerokości co skrzydła przednie lub węższe, pokryte włoskowatymi łuskami, zazwyczaj brązowe lub białe, również połyskujące fioletowo bądź purpurowo. Długość strzępiny nie przekracza połowy długości skrzydła, często połyskuje. Żyłki radialne i medialne (M1) bywają rozgałęzione.

#### Odwłok
Odwłok pokrywają jasne lub ciemne brunatne łuski, niekiedy także z łuskami o metalicznym połysku barwy zbliżonej do barwy skrzydeł przednich. Zakończenie odwłoka pokrywają u samców dłuższe, włosowate łuski, samice mają odwłok ostro zakończony, bez łusek na końcu u rodzaju Nemotois.

## Tryb życia
Cykl życiowy gąsienic z rodziny wąsikowatych jest słabo poznany (stan na 2017 rok), zbadano pod tym kątem zaledwie kilka gatunków. Wiadomo, że gąsienice są początkowo minujące w liściach różnych roślin żywicielskich (np. drzew liściastych) lub żerują na pąkach i kwiatach (w niektórych przypadkach stwierdzono także żerowanie gąsienic na nasionach trojeści); na późniejszym etapie rozwoju tworzą wokół siebie płaską, owalną pochewkę (woreczek, domek) z martwych części roślin, suchych kawałków liści lub ściółki, w której się przemieszczają na roślinach bądź po ziemi, żerują na świeżych lub rozkładających się liściach np. drzew i krzewów. Dojrzałe gąsienice hibernują w glebie w woreczkach. Przeobrażenie gąsienicy w imago często zajmuje dwa lata.
Osobniki dorosłe prowadzą zwykle dzienny tryb życia, kilka gatunków jest jednak głównie aktywnych nocą. Imagines występują w jednym pokoleniu od kwietnia do sierpnia, u niektórych gatunków pojawiają się wczesną wiosną, inne później – w czerwcu lub lipcu. Najczęściej latają na polanach leśnych i nasłonecznionych łąkach, a także na ciepłych stanowiskach kserotermicznych zbliżonych do stepu. Nierówny i niski lot odbywa się zazwyczaj w pełnym słońcu nad kwiatami. U niektórych gatunków samce latają w małych ławicach wokół odsłoniętych gałęzi drzew liściastych, z kolei samice preferują ukrywanie się w zaroślach. Wiele gatunków pobiera pokarm z kwiatów. Samice składają pojedynczo kilkadziesiąt jaj poprzez nacięcie blaszki liściowej końcem pokładełka.

## Systematyka
Liczbę wszystkich gatunków wąsikowatych szacuje się na około 400, na świecie występuje 350 opisanych gatunków tej rodziny (stan na 2019 rok), z czego 143 gatunki występują w Palearktyce, z czego około 30 w Europie Środkowej; w Polsce występuje 28 gatunków należących do tej rodziny. 
Rodzina wykazuje mocno prawdopodobny monofiletyzm w świetle danych nt123, jednak jest parafiletyczna wobec Heliozelidae, domniemanej siostrzanej rodziny wąsikowatych, w świetle danych degen1. Rodzina wykazuje także pokrewieństwo z Incurvariidae (dawniej zaliczana była jako jej podrodzina) i Heliozelidae z uwagi na zesklerotyzowane pokładełko.
Podział wąsikowatych według Catalogue of Life (wyłącznie na rodzaje):
- Adela(inne języki)[34] Latreille, 1792[35] (68 żyjących gatunków)[9]
- Adelites(inne języki) Rebel, 1934 (rodzaj kopalny, wymarły, 4 gatunki[36], nieuwzględniony w Catalogue of Life)
- Ceromitia(inne języki) Zeller, 1852[37] (90 żyjących gatunków)[9]
- Chalceopla(inne języki) Braun, 1921[38] (6 żyjących gatunków)[9]
- Exorectis(inne języki) Meyrick, 1906[39] (traktowany jako synonim Ceromitia[39], 1 żyjący gatunek)[9]
- Nematopogon(inne języki)[34] Zeller, 1839[35] (syn. Nemophora Hübner, 1818[35], 14 żyjących gatunków)[9]
- Nemophora(inne języki)[34] Hoffmannsegg, 1798 nec Hübner, 1818[35] (syn. Nemotois[25] Hübner, 1825[35], 168 żyjących gatunków[9])[9]
- Trichofrons(inne języki) Amsel, 1937[40] (1 żyjący gatunek)[9]
- Trichorrhabda(inne języki) Meyrick, 1912 (traktowany jako synonim Ceromitia'[41], 1 żyjący gatunek)[9]
- Ulometra(inne języki) (traktowany jako synonim Ceromitia'[42], 1 żyjący gatunek)[9]

Wąsikowate bywają także dzielone na dwie podrodziny (propozycja Petera Victora Küppersa, 1980): 
- Adelinae(inne języki)[34]
  - Adela[13]
  - Cauchas(inne języki)[34][43][13]
  - Nemophora[13]
- Nematopogoninae(inne języki)[34]
  - Ceromitia[13]
  - Nematopogon[13]

## Galeria

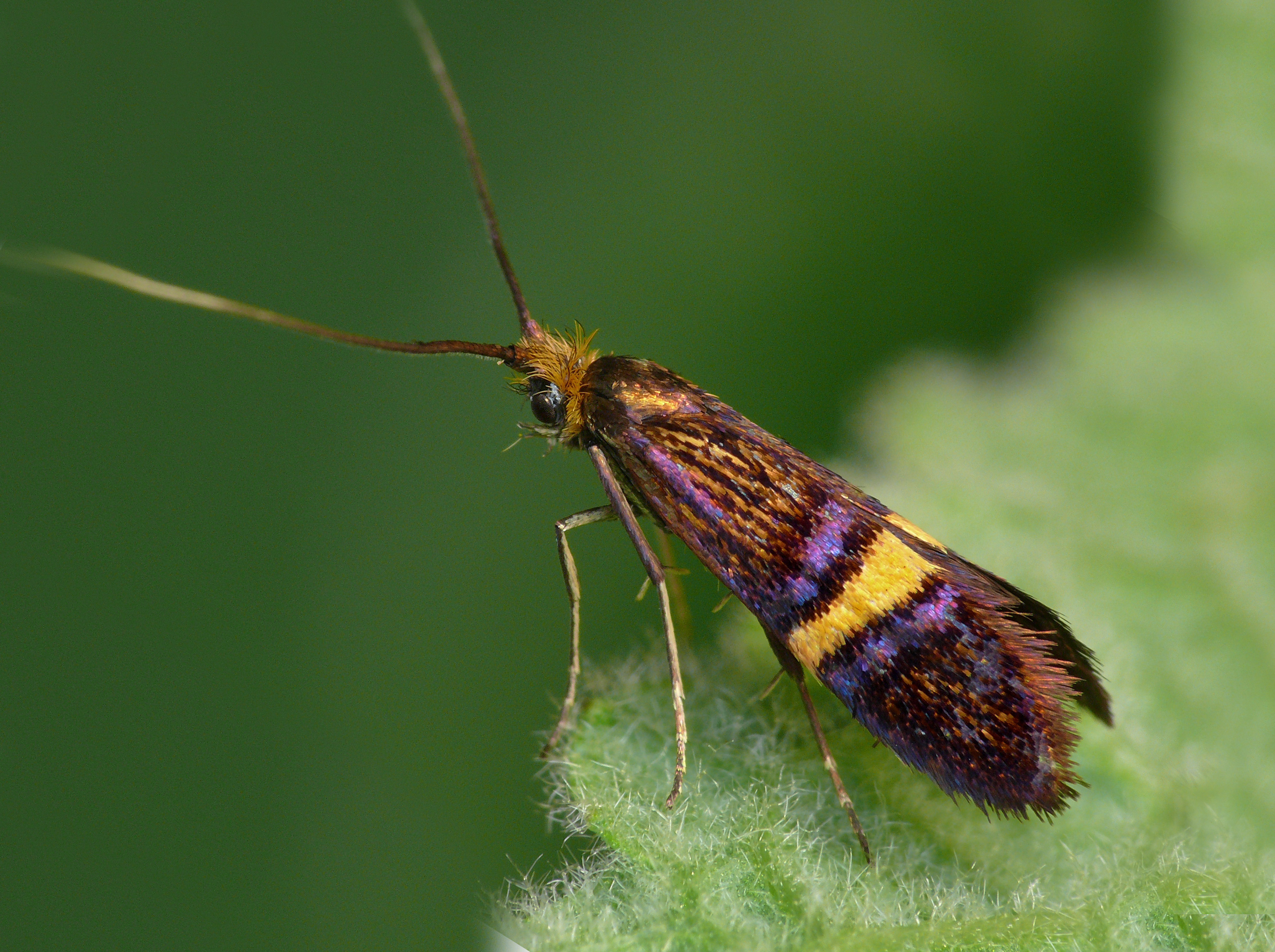
Adela croesella
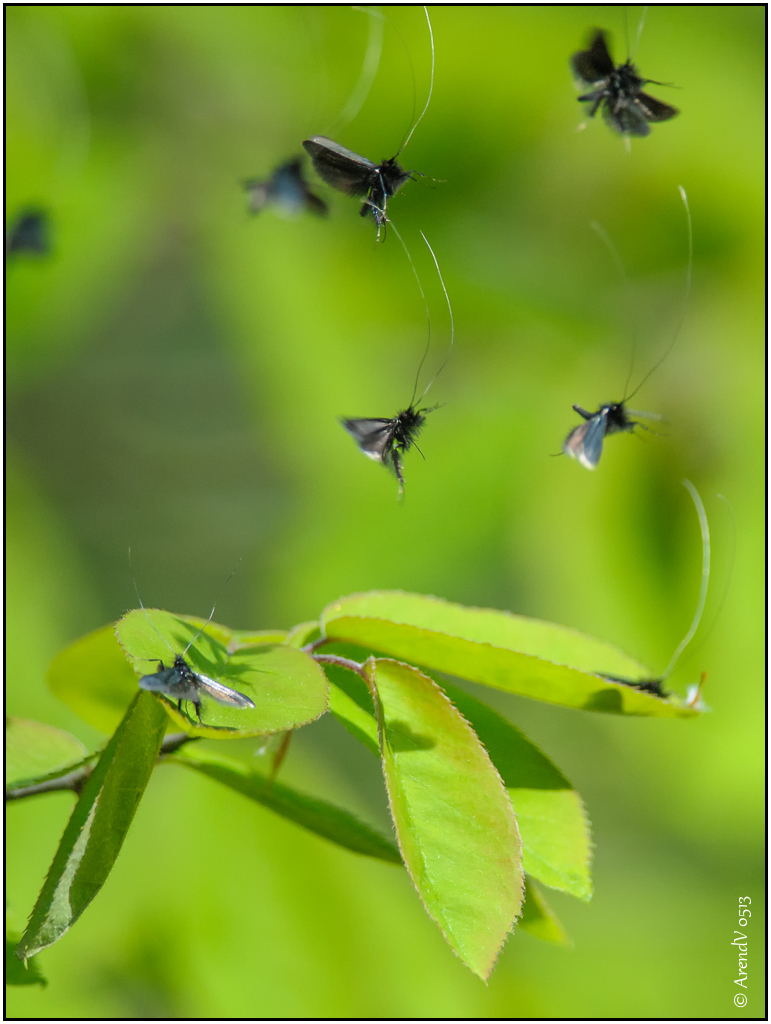
Wąsiki zieloniaczki (Adela reaumurella) w locie
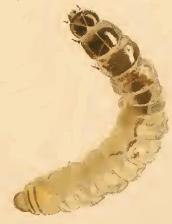
Gąsienica Adela rufimitrella, rysunek
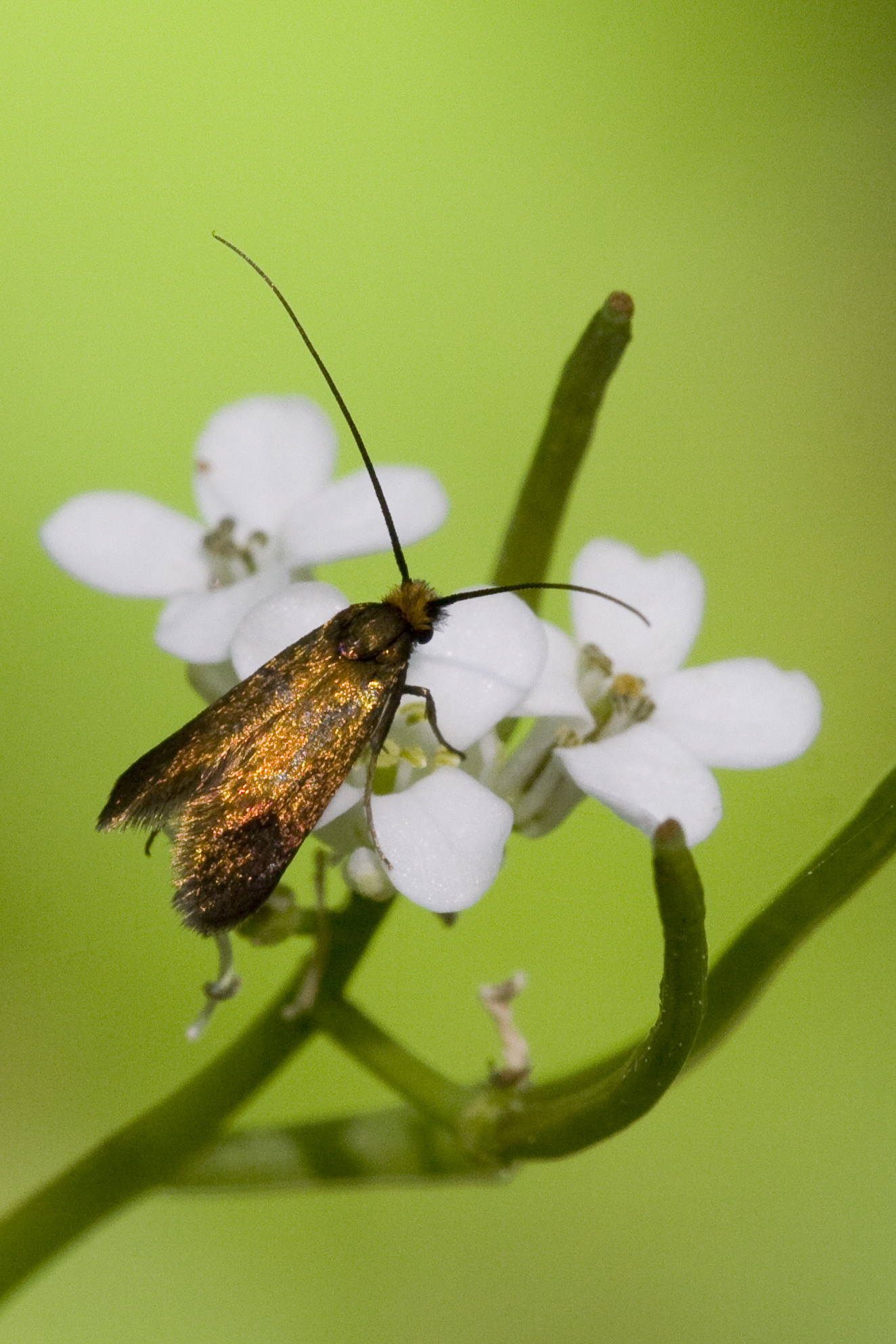
Adela rufimitrella
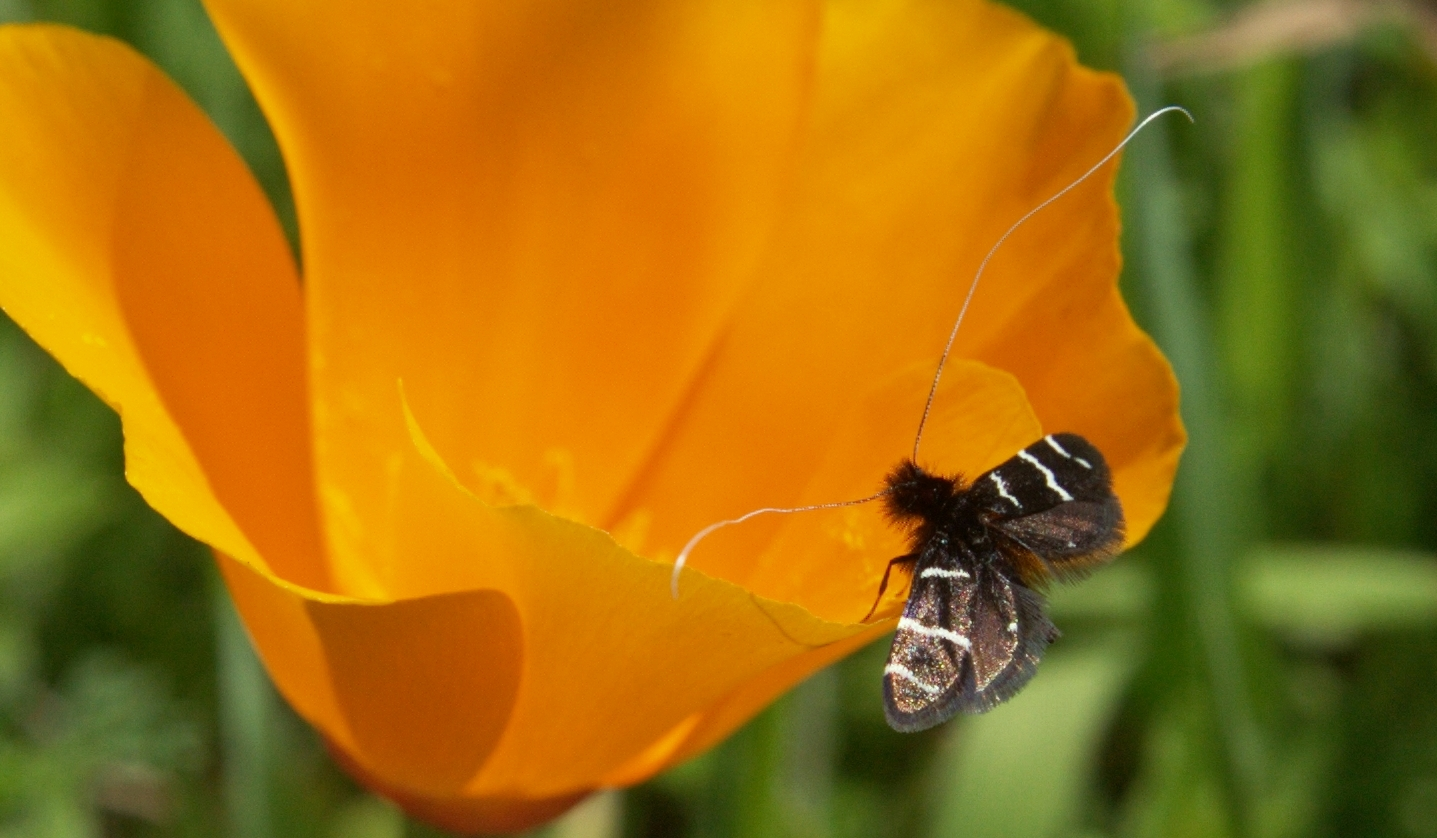
Adela trigrapha, USA
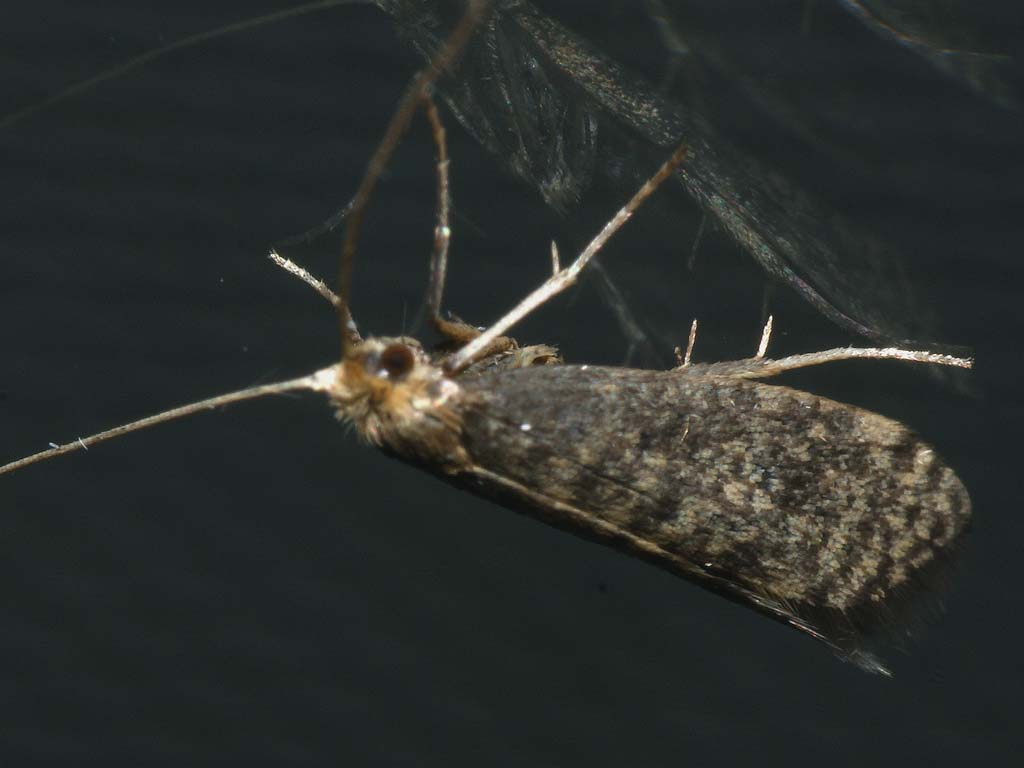
Nematopogon robertella, Rosja
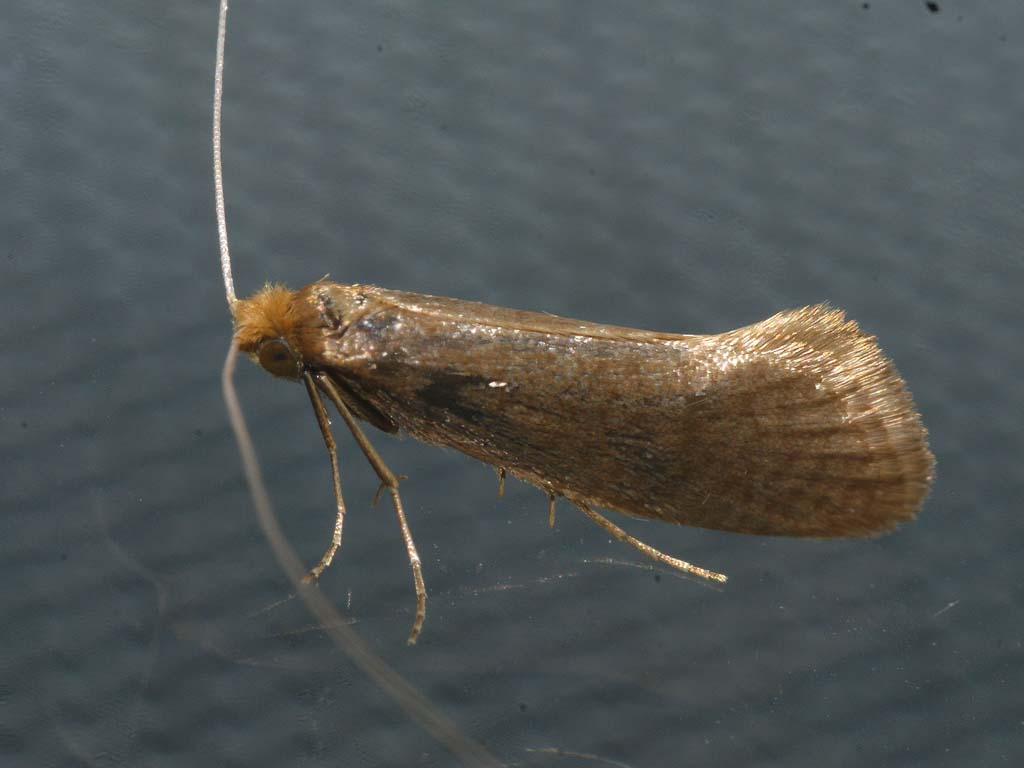
Nematopogon swammerdamella, Rosja
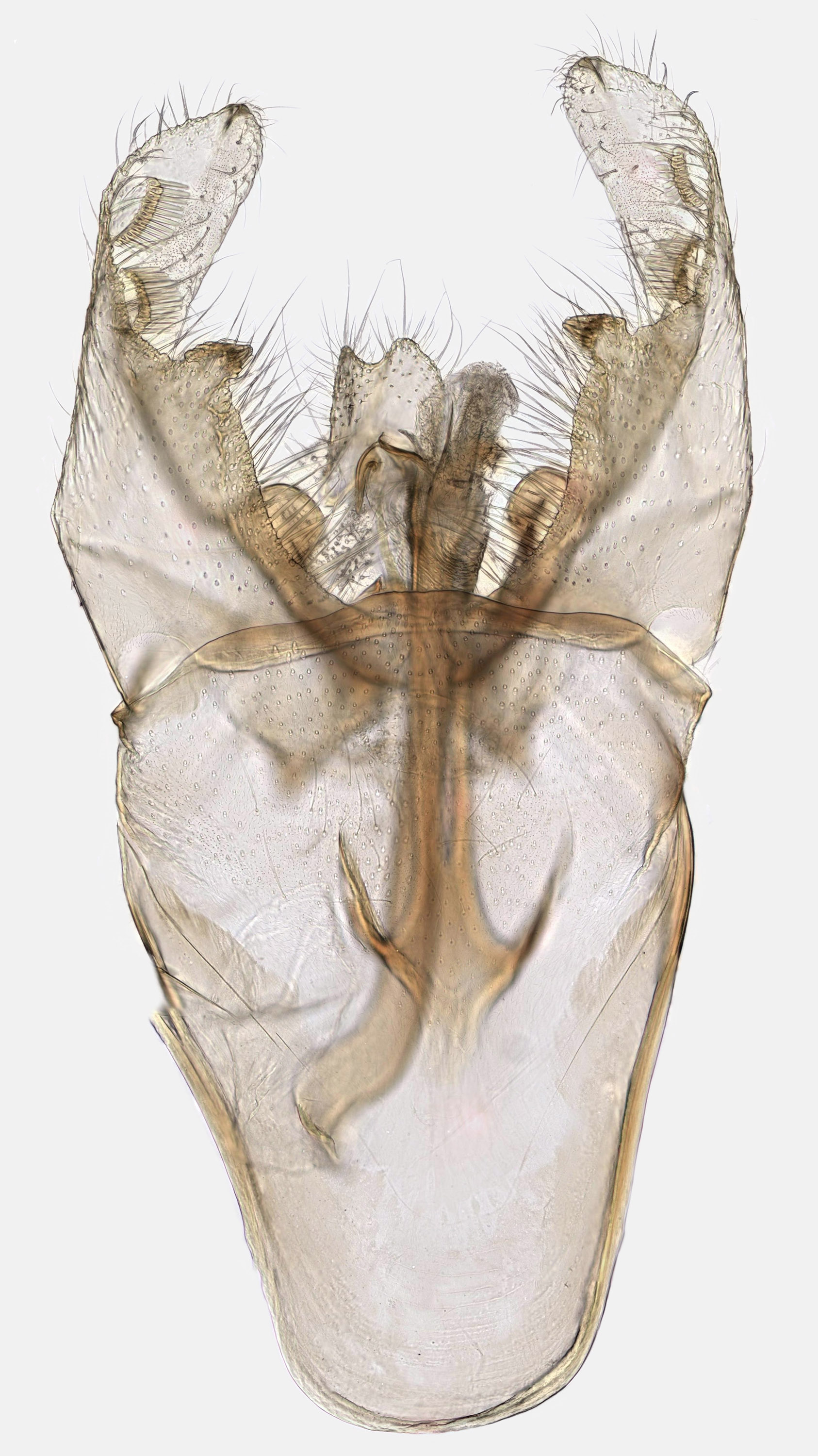
Aparat kopulacyjny samca Nematopogon swammerdamella
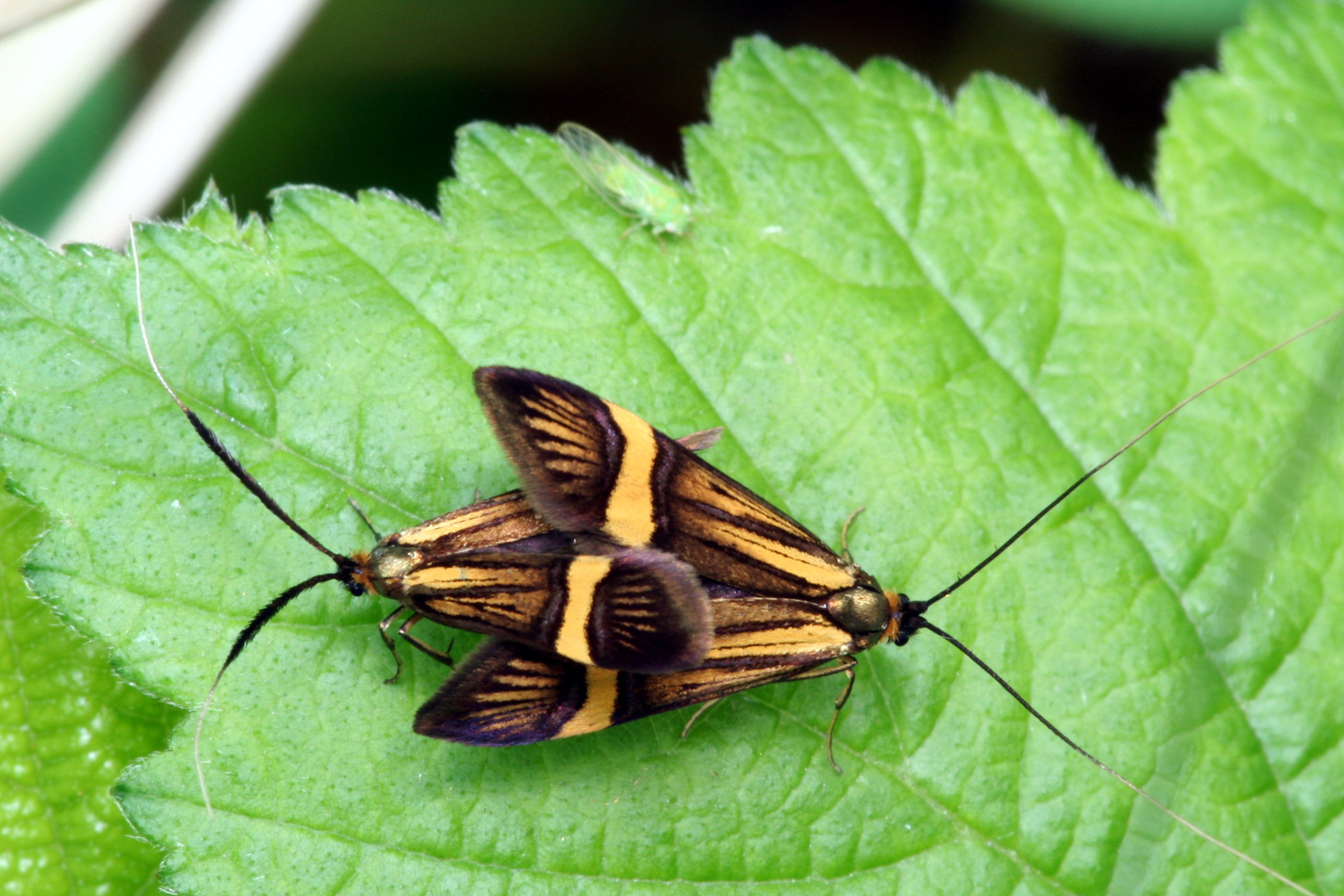
Wąsateczki zawilczaneczki (Nemophora degeerella), kopulująca para
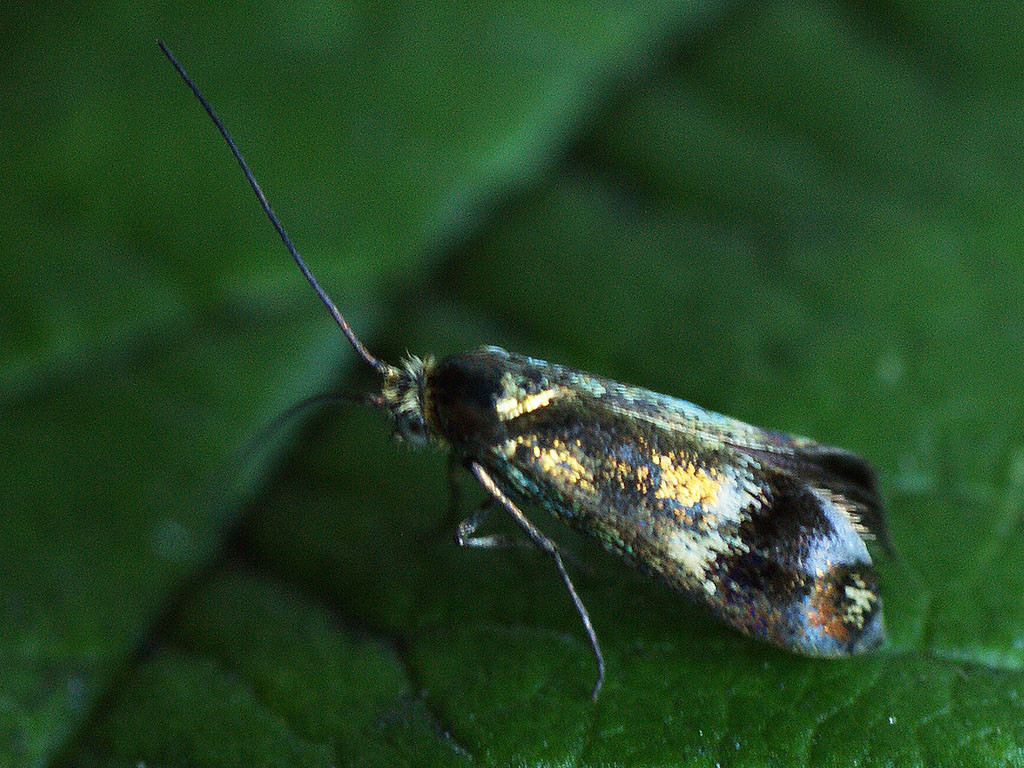
Nemophora dumerilellus, Rosja
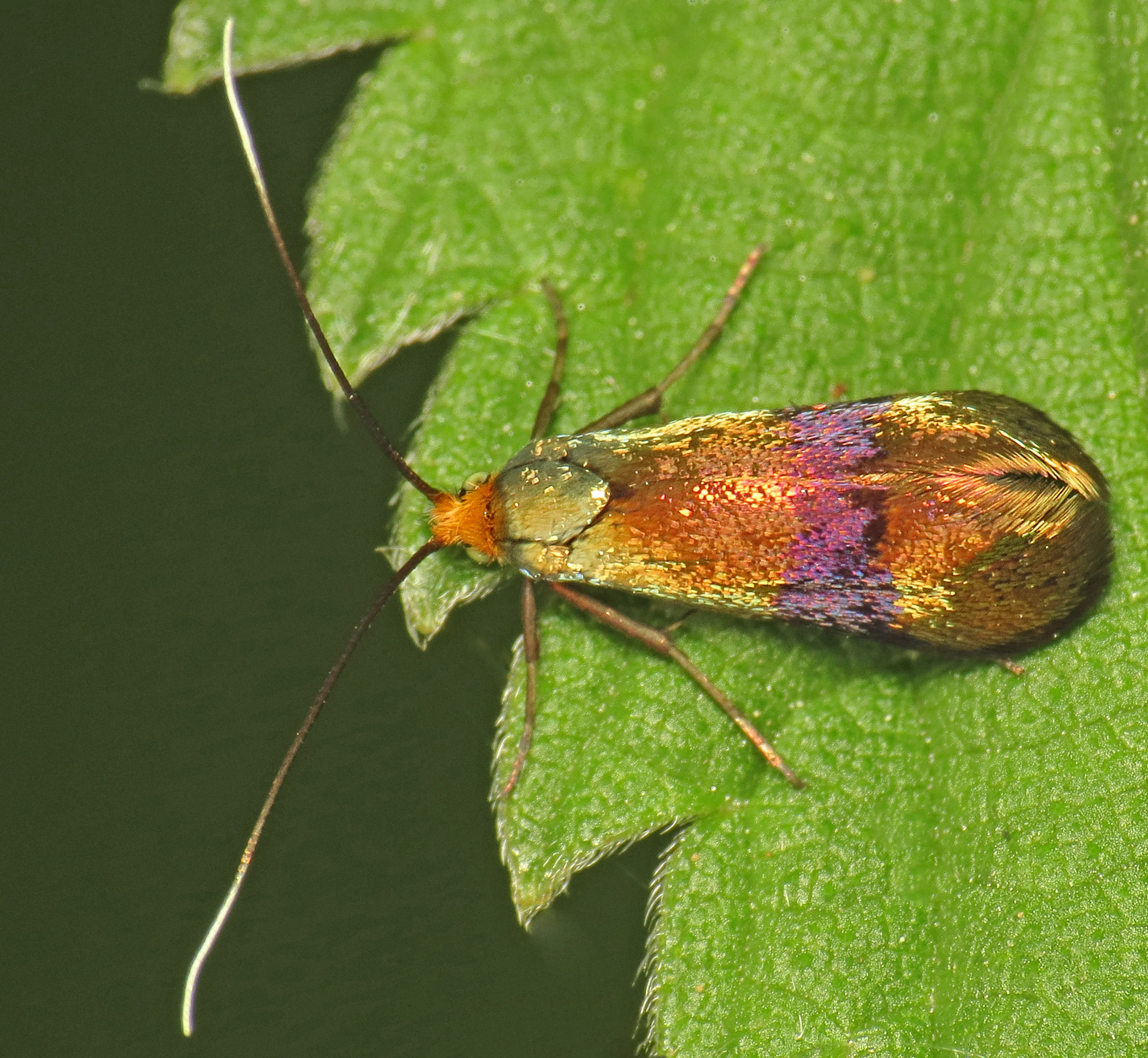
Nemophora fasciella, Wielka Brytania
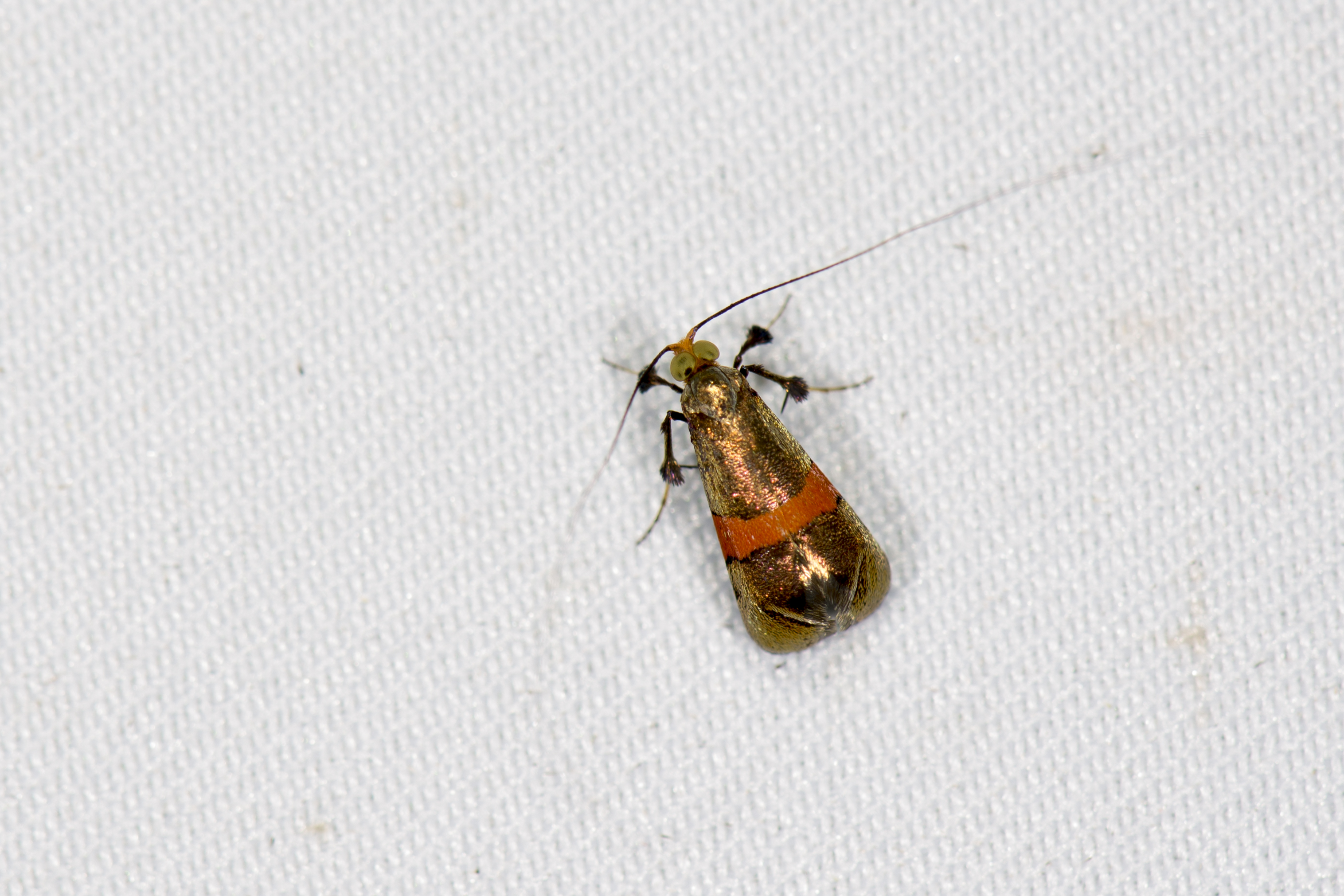
Nemophora sakaii, Tajwan
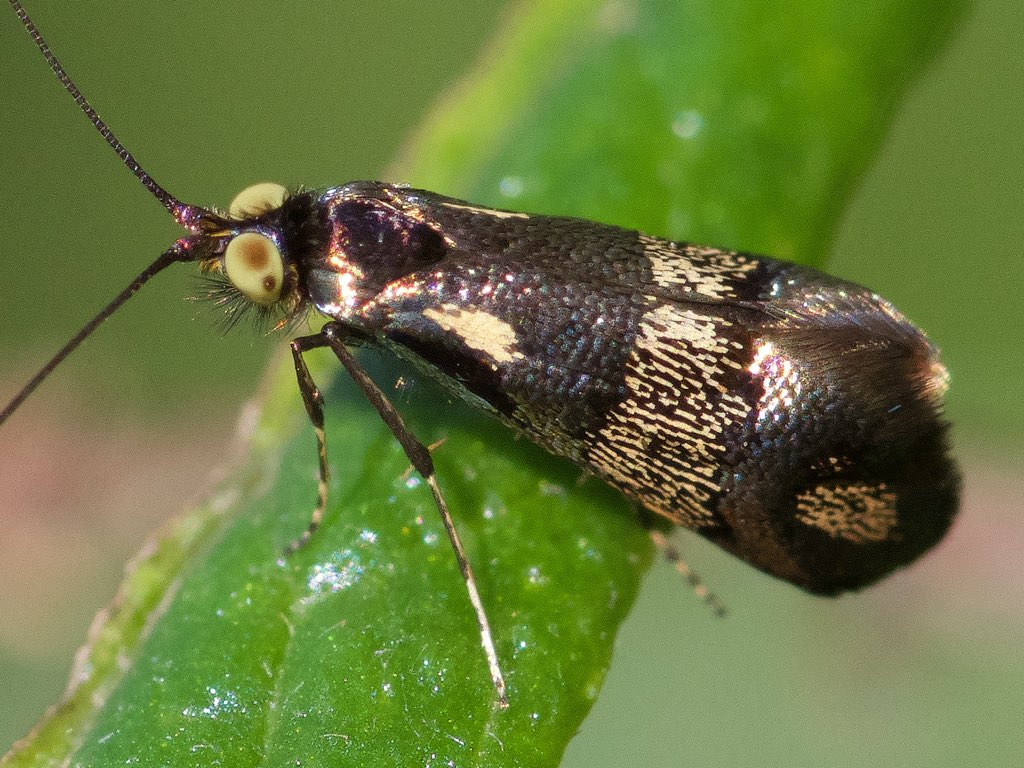
Nemophora topazias, Australia
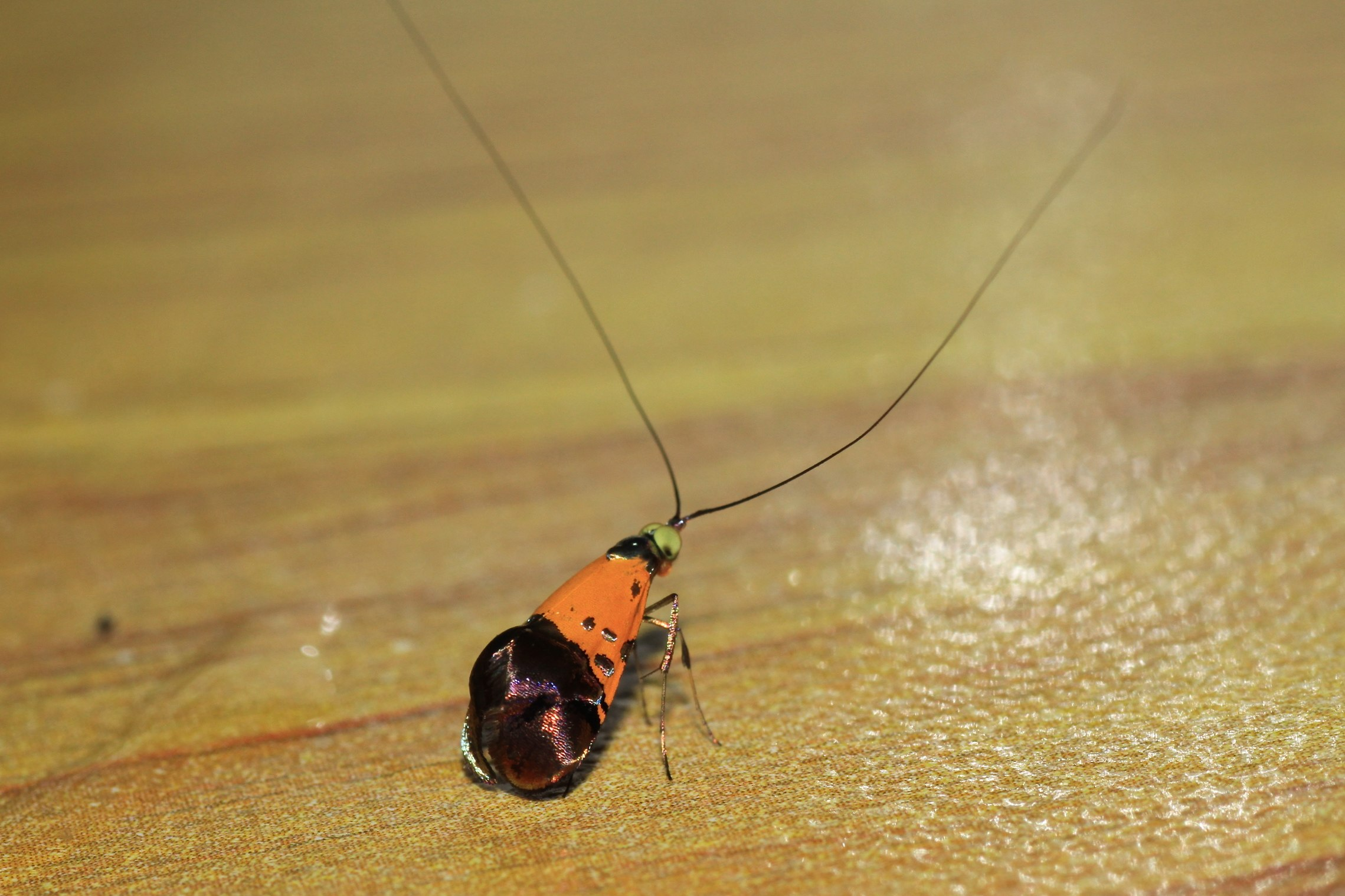
Wąsik z Malezji